# Carla Fioroni
Carla Fioroni (São Paulo, 5 de junho de 1970) é uma atriz e apresentadora brasileira, formada em artes cênicas pela UNICAMP. Foi contratada do SBT onde atuou nas telenovelas Marisol (2002) e Chiquititas (2013–15), apresentou o programa Mundo Pet (2014–15) e participou da segunda temporada do reality Bake Off Brasil.

## Biografia
Iniciou sua carreira na televisão em 1997, na telenovela O Amor Está no Ar, da Rede Globo. Foi repórter do programa Atualíssima, da Rede Bandeirantes.
No teatro foi a empregada Olímpia no grande sucesso teatral Trair e Coçar É Só Começar por seis anos e meio.
De 2013 a 2015, interpretou a personagem Ernestina e sua irmã gêmea Matilde simultaneamente no remake da telenovela Chiquititas, papéis vividos pela atriz Magali Biff na primeira versão brasileira da trama.

## Televisão
| Ano     | Título                  | Papel                    | Notas                                    | Emissora |
| ------- | ----------------------- | ------------------------ | ---------------------------------------- | -------- |
| 2018    | As Aventuras de Poliana | Carla, assistente social |                                          | SBT      |
| 2018    | Bake Off: SBT           | Participante (2° lugar)  | Temporada 2                              | SBT      |
| 2014–15 | Mundo Pet               | Apresentadora            |                                          | SBT      |
| 2013–15 | Chiquititas             | Ernestina Alves          |                                          | SBT      |
| 2013–15 | Chiquititas             | Matilde Alves            |                                          | SBT      |
| 2012    | Máscaras                | Elenita                  |                                          | Record   |
| 2008    | Água na Boca            | Aurora                   |                                          | Band     |
| 2008    | Atualíssima             | Repórter                 |                                          | Band     |
| 2007    | A Turma do Didi         | Secretária do Reitor     | Participação especial                    | Globo    |
| 2006    | Floribella              | Vidente                  |                                          | Band     |
| 2005    | Os Ricos Também Choram  | Nenê                     |                                          | SBT      |
| 2004    | Meu Cunhado             | Irmã Ana                 |                                          | SBT      |
| 2002    | Marisol                 | Mimi das Candeias        |                                          | SBT      |
| 1999    | Ô... Coitado!           | Severina                 | Episódio: "Filórela, a Gata Borralheira" | SBT      |
| 1998    | Anjo Mau                | Marly Gonçalves          |                                          | Globo    |
| 1997    | Por Amor                | Noêmia                   |                                          | Globo    |
| 1997    | O Amor Está no Ar       | Laíde                    |                                          | Globo    |

## Teatro
| Ano       | Título                     | Papel   | Notas | Ref |
| --------- | -------------------------- | ------- | ----- | --- |
| 1998-2005 | Trair e Coçar É Só Começar | Olímpia |       |     |
| 2006      | Um Espírito Baixou em Mim  |         |       |     |
|           | Laços Eternos              |         |       |     |
|           | O Amor Venceu              |         |       |     |
|           | Quá Quá Quá Pão com Ovo    |         |       |     |

## Prêmios e indicações
Em 2014, foi selecionada ao Troféu Internet, que é uma premiação anual que avalia a televisão e a música conforme opinião pública, na categoria de "Melhor Atriz de Novela".
| Ano  | Prêmio          | Categoria              | Trabalho indicado        | Resultado | Ref         |
| ---- | --------------- | ---------------------- | ------------------------ | --------- | ----------- |
| 2014 | Troféu Internet | Melhor Atriz de Novela | Ernestina em Chiquititas | Indicado  | [ 1 ] [ 2 ] |